# Sourciroux mélodieux
Cyclarhis gujanensis
Espèce
Statut de conservation UICN

 LC  : Préoccupation mineure
Le Sourciroux mélodieux (Cyclarhis gujanensis) est une espèce de passereaux vivant en Amérique centrale et du Sud.

## Chants
- Chant du sourciroux mélodieux
- Chant du sourciroux mélodieux